# Paolo Heusch
Pour les articles homonymes, voir Heusch.
Paolo Heusch (né le 26 février 1924 à Rome et mort le 16 octobre 1982  dans la même ville) est un réalisateur italien.

## Biographie
Avant de commencer sa carrière de réalisateur, Paolo Heusch a d'abord été l'assistant, pendant une dizaine d'années de quelques grands noms du Cinéma italien, tels que Luigi Comencini, Mario Bonnard, Curzio Malaparte, Alberto Lattuada, Giuseppe Bennati, Mario Camerini, Mario Costa, Mario Mattoli, Dino Risi ou Gianni Franciolini. 
Il réalise son premier film — Le danger vient de l'espace (La morte viene dallo spazio) — en 1958, un film de science-fiction avec Paul Hubschmid, Fiorella Mari, Marcelle Lajeunesse et Madeleine Fischer.

## Filmographie partielle

### Comme réalisateur
- 1958 : Le danger vient de l'espace (La morte viene dallo spazio), avec Paul Hubschmid
- 1959 : Un homme facile (Un uomo facile)
- 1961 : Le Monstre aux filles (Lycanthropus), avec Barbara Lass
- 1962 : Une vie violente (Una vita violenta), avec Brunello Rondi
- 1963 : Il comandante, avec Totò
- 1964 : Che fine ha fatto Totò Baby?
- 1965 : Les Renégats du désert (Una ráfaga de plomo)
- 1968 : Intrigue à Suez (Un colpo da mille miliardi)
- 1968 : El Che Guevara
- 1970 : Incontro d'amore a Bali, avec Ugo Liberatore

### Comme assistant-réalisateur
- 1949 : L'Empereur de Capri (L'imperatore di Capri) de Luigi Comencini
- 1950 : Il voto de Mario Bonnard
- 1951 : Le Christ interdit (Il Cristo proibito) de Curzio Malaparte
- 1951 : Anna d'Alberto Lattuada
- 1952 : Il microfono è vostro (it) de Giuseppe Bennati
- 1952 : Une femme pour une nuit (Moglie per una notte) de Mario Camerini
- 1952 : Pardonne-moi... (Perdonami!) de Mario Costa
- 1953 : Les Héros du dimanche (Gli eroi della domenica) de Mario Camerini
- 1953 : Siamo tutti inquilini de  Mario Mattoli
- 1953 : Le Chemin de l'espérance (Il viale della speranza) de Dino Risi
- 1953 : Marquée par le destin (Ti ho sempre amato!) de Mario Costa
- 1954 : Les Gaîtés de la correctionnelle (Un giorno in pretura) de Steno
- 1954 : L'amour viendra (Appassionatamente) de Giacomo Gentilomo
- 1954 : Les Deux Orphelines (Le due orfanelle) de Giacomo Gentilomo
- 1955 : Le Patron, c'est moi (Il padrone sono me...) de Franco Brusati
- 1955 : Cette folle jeunesse (ou Histoires romaines) (Racconti romani) de Gianni Franciolini
- 1956 : Peccato di castità (it) de Gianni Franciolini
- 1957 : Le Moment le plus beau (Il Momento più bello) de Luciano Emmer
- 1957 : Vacances à Ischia (Vacanze a Ischia) de Mario Camerini